# Мадизаны дзуар
 Мадизаны́ дзуа́р (осет. Мадизæны дзуар — буквально «Святой Мадизан») — в осетинской мифологии божество селения Дагом Алагирского ущелья. Мадизаны дзуар был известен и другим жителям Осетии, потому что на него была возложена обязанность примирения кровников.

## Мифология
Мадизан — место торжества справедливости, расположенное среди двух ущелий, в окрестностях селения Дагома, в Алагирском районе Северной Осетии. Мадизан - судебный орган Центральной Осетии. Мудрейшие старцы Дагома, Цамада и других близлежащих селений решали здесь вопросы жизни и смерти, примиряли лютых врагов и кровников. Существовала поговорка: "Если дело не решится в Дагомском Мадизане, то оно не решится и на том свете!"
Если преступника приговаривали к смерти, его тело сбрасывали в пропасть со скалы. Эта скала называется "куыдзаппаран" и переводится как "место для сбрасывания собак" Суд более не собирается в Дагоме. На месте, где он заседал, сохранился лишь большой камень, высеченный в форме скамьи, на котором восседали судьи.

## Источник
- А. Б. Дзадзиев и др. Этнография и мифология осетин, Владикавказ, 1994 г., стр. 93, ISBN 5-7534-0537-1